# Haimchar
Haimchar är ett underdistrikt i Bangladesh. Det ligger i den centrala delen av landet, 80 km söder om huvudstaden Dhaka.
I omgivningarna runt Haimchar växer i huvudsak blandskog. Runt Haimchar är det mycket tätbefolkat, med 1 313 invånare per kvadratkilometer.